# Ludwigslust (stad)
Ludwigslust is een gemeente in de Duitse deelstaat Mecklenburg-Voor-Pommeren, gelegen in de Landkreis Ludwigslust-Parchim. De stad telt 11.959 inwoners.

## Geografie
Ludwigslust heeft een oppervlakte van 78,25 km² en ligt in het noordoosten van Duitsland.

### Stadsdelen
De gemeente bestaat uit de stadsdelen:
- Ludwigslust-stad
- Glaisin
- Hornkaten
- Kummer
- Niendorf/Weselsdorf
- Techentin

Andere dorpen en gehuchten in de gemeente, behorend tot één der bovengenoemde stadsdelen zijn:
Katenstück, Jägerhof, Weselsdorf, Alte Ziegelei, Drusenhorst, Forsthaus, Georgenhof, Niendorf, Lindenkrug en Mäthus. De beide laatste plaatsjes zijn voormalige delen van Kummer, toen dat nog een zelfstandige gemeente was.

### Infrastructuur
Te Ludwigslust kruisen de Bundesstraße 5 en de Bundesstraße 191 elkaar. Afrit 8, vanaf het noordelijke deel van de later nog te verlengen Autobahn A 14, leidt naar Ludwigslust.
Aan de spoorlijn Berlijn - Hamburg ligt Station Ludwigslust. Ook treinen van ICE-Express stoppen er. Het station is in de ochtendspits erg druk met forensen, die naar hun werk of studie in de stad Hamburg reizen. Kleinere spoorlijnen lopen van dit station naar Wismar en Parchim.

## Geschiedenis
Ludwigslust behoorde aanvankelijk tot de goederen van het geslacht Klenow, dat het in 1616 aan de hertogen van Mecklenburg verkocht. Naar Christiaan Lodewijk II van Mecklenburg-Schwerin, die er graag verbleef, kreeg de stad de naam Ludwigslust. Onder zijn zoon en opvolger Frederik II werd de plaats in 1765 residentie van de hertogen, later groothertogen, van Mecklenburg-Schwerin. Groothertog Paul Frederik verplaatste de residentie midden 19e eeuw echter opnieuw naar Schwerin, waardoor de ontwikkeling van het voorheen florerende Ludwigslust enigszins stagneerde. Sinds de samenvoeging van Mecklenburg-Schwerin en Mecklenburg-Strelitz in 1934 lag de stad in de deelstaat Mecklenburg, sinds 1945 in Mecklenburg-Voor-Pommeren.

## Bezienswaardigheden

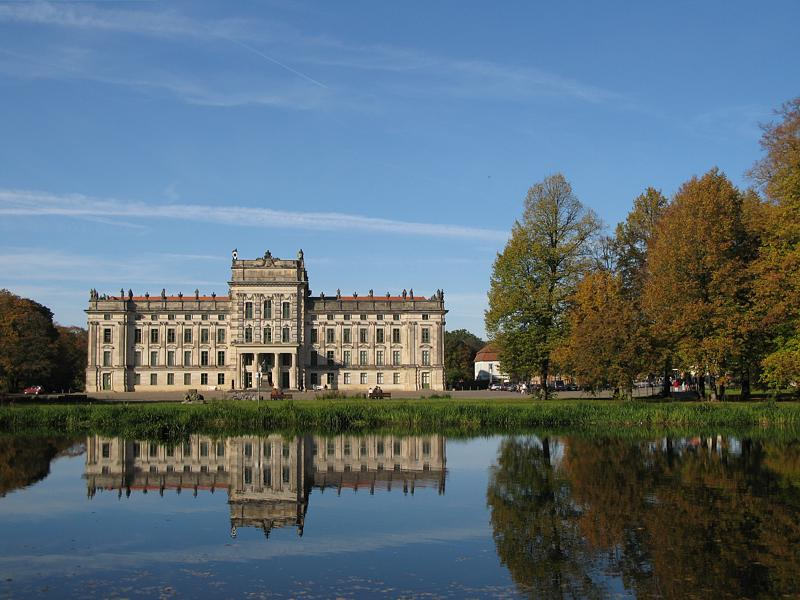
Kasteel Ludwigslust
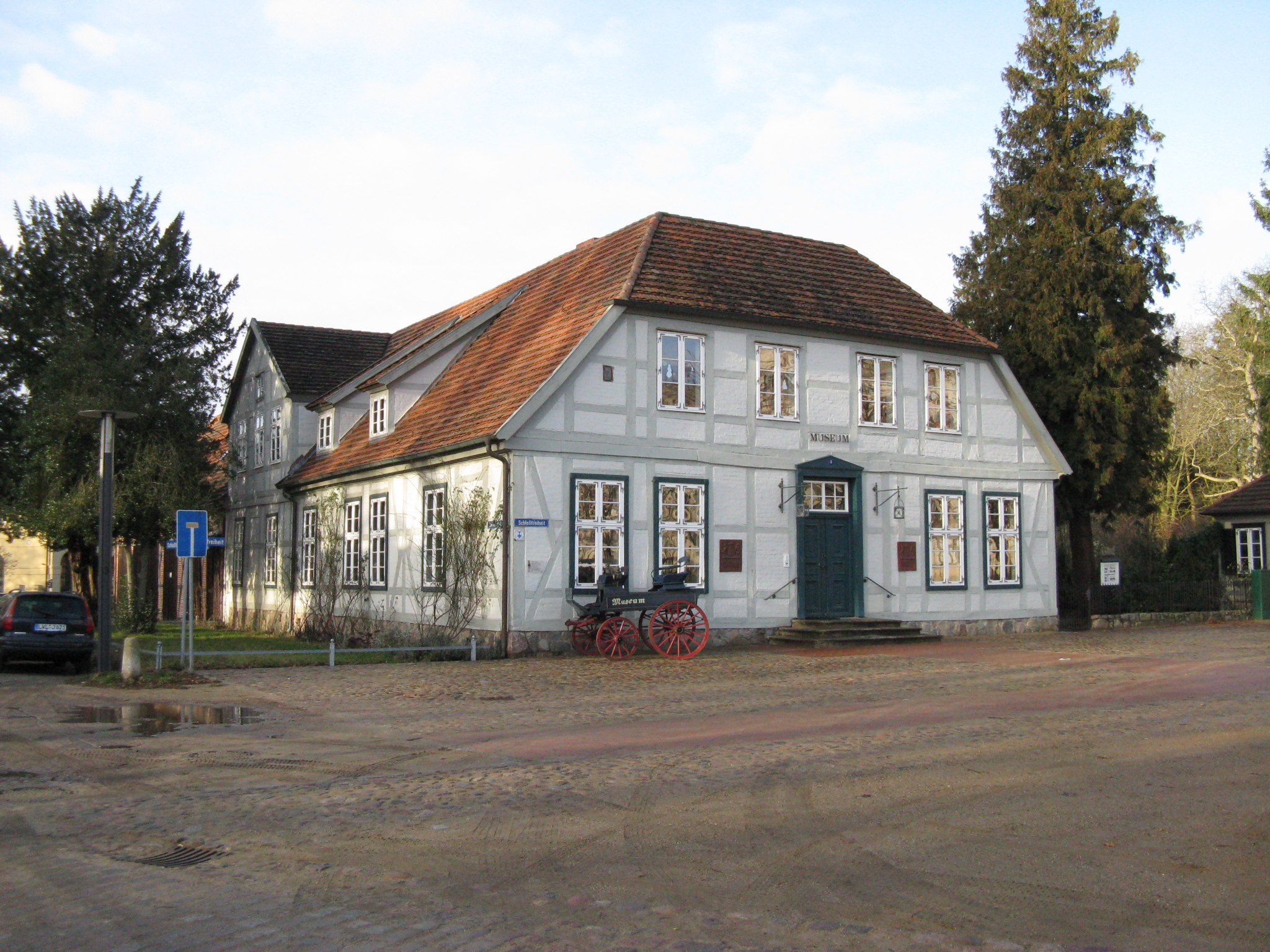
Huisje in de paleistuin
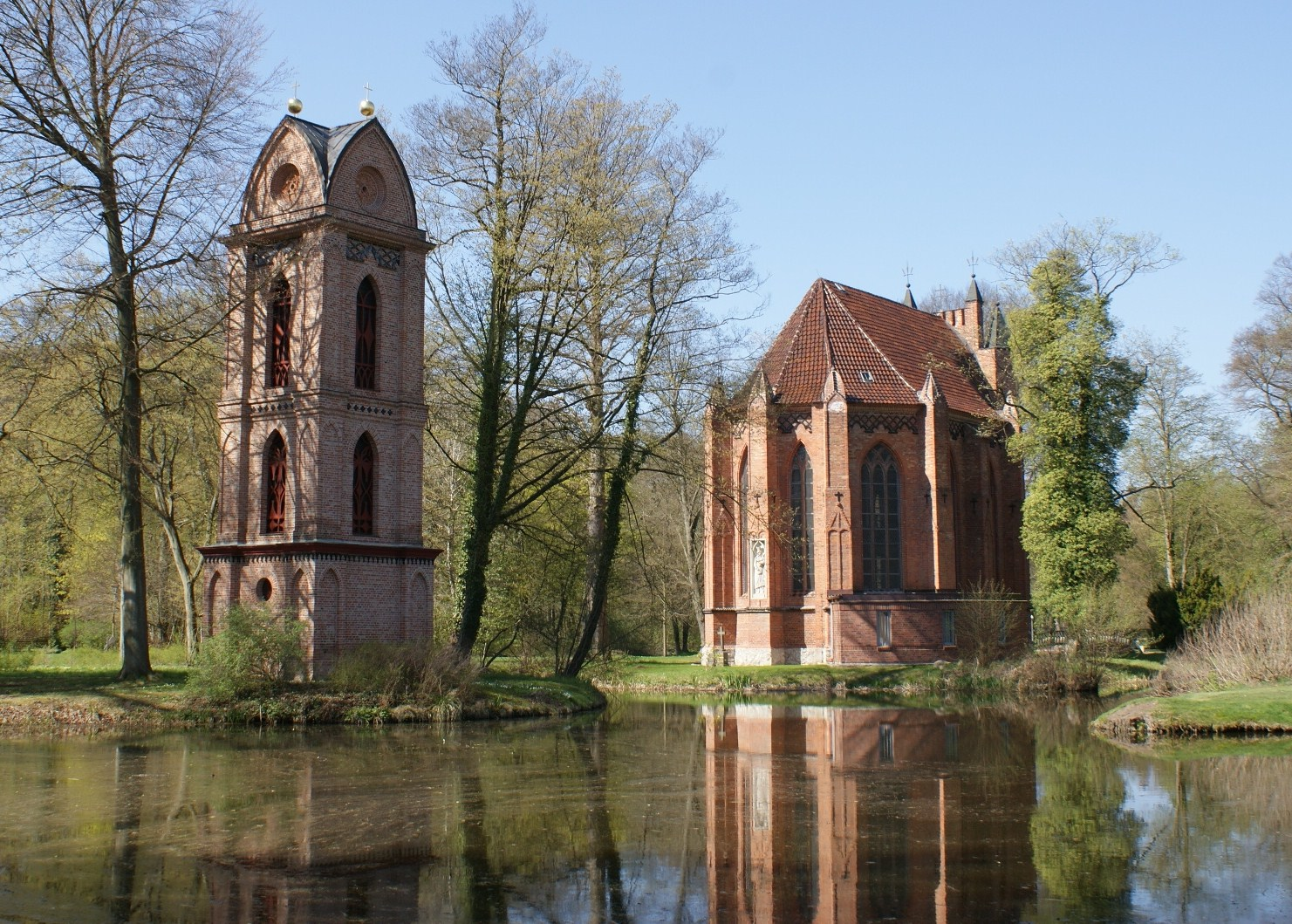
Katholieke kerk
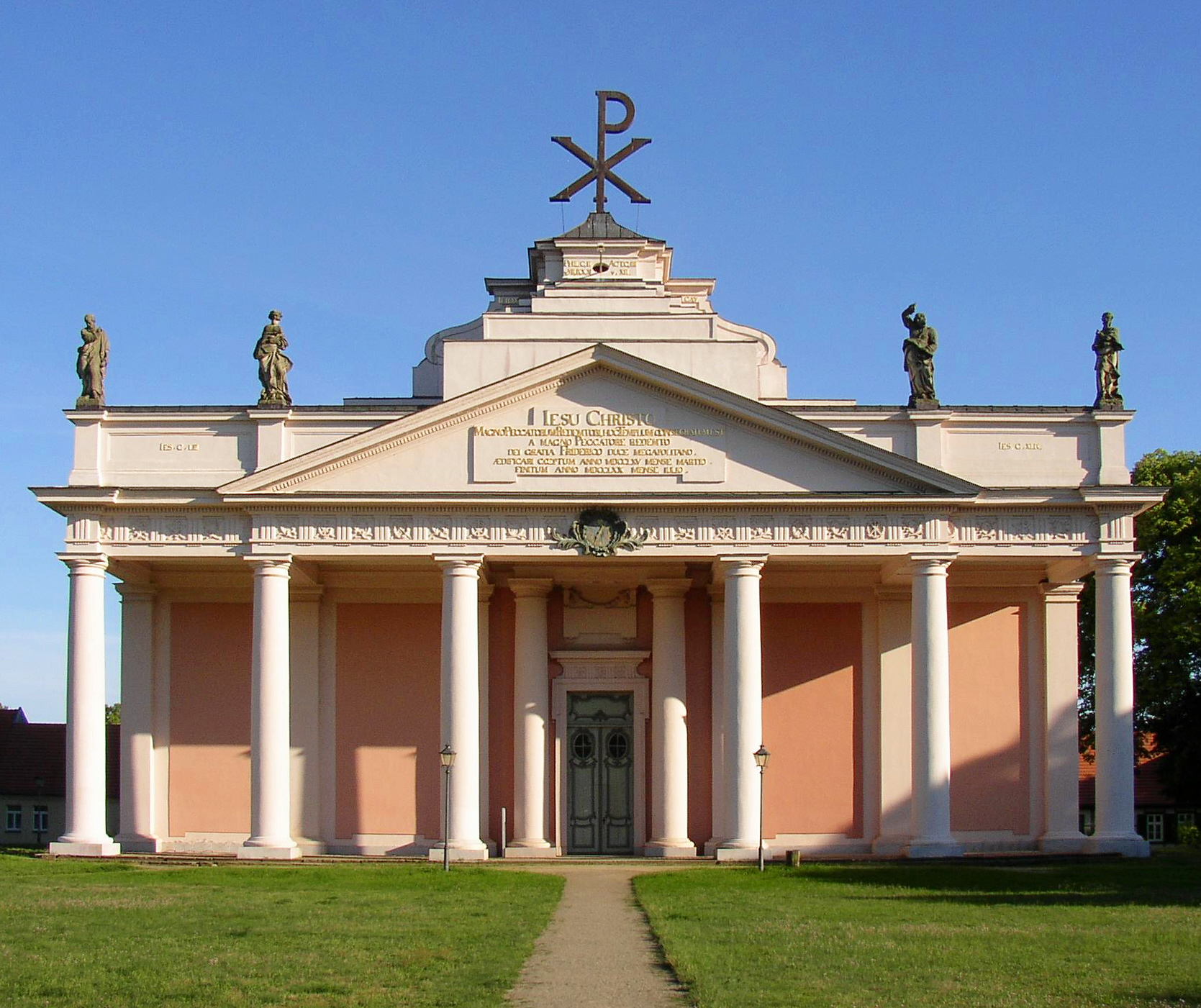
Stadskerk

Het hertogelijke paleis, Schloss Ludwigslust, omgeven door 127 hectare parken en tuinen, kan bezichtigd worden. Het is ten dele ingericht als museum. Anno 2021 is de restauratie van met name de westelijke vleugel nog gaande. Het park is van 1852 tot 1860 aangelegd door de bekende Pruisische tuin- en landschapsarchitect Peter Joseph Lenné.